# 豐迪拉克鎮區 (伊利諾伊州塔茲韋爾縣)

豐迪拉克鎮區（英語：Fondulac Township）是位於美國伊利諾伊州塔茲韋爾縣的一個行政鎮區。

## 地方資料
根據2010年美國人口普查的數據，
豐迪拉克鎮區的面積為55.00平方千米，當中陸地面積為46.00平方千米，而水域面積為9.00平方千米。當地共有人口13067人，而人口密度為每平方千米237.58人。